# Ovidio Sarra
Ovidio Sarra (Sora, 18 febbraio 1923 – Roma, 10 settembre 1980) è stato un musicista, direttore d'orchestra e compositore italiano.

## Biografia
Diplomato in pianoforte e composizione all'Accademia Nazionale di Santa Cecilia, Sarra iniziò la carriera suonando nelle sale da ballo, prima di far parte di numerose orchestre radiofoniche ed eventualmente formarne una propria. A partire dai primi anni cinquanta, collaborò intensivamente con Claudio Villa, componendo alcuni dei suoi primi successi e accompagnandolo nelle esibizioni dal vivo.
È stato autore di numerose colonne sonore.
Presso la Discoteca di Stato sono conservati 43 supporti da lui arrangiati.
Ha scritto canzoni per Giorgio Consolini, Luciano Tajoli, Rosetta Fucci, Luciano Rossi e Franco Tortora, spesso usando gli pseudonimi Da Sora e Dasora. Alla SIAE risulta autore di 202 brani musicali. Il suo stile compositivo è stato descritto come "arioso e stornelleggiante".

## Colonne sonore

### Compositore
- Ore 10: lezione di canto (regia di Marino Girolami) (1955)
- Sette canzoni per sette sorelle (regia di Marino Girolami) (1956)
- Canzone proibita (regia di Flavio Calzavara) (1956)
- Serenate per 16 bionde (regia di Marino Girolami) (1957)
- Buongiorno primo amore! (regia di Marino Girolami e Antonio Momplet) (1957)
- C'è un sentiero nel cielo (regia di Marino Girolami) (1957)
- L'amore nasce a Roma (regia di Mario Amendola) (1958)
- Un canto nel deserto (regia di Marino Girolami) (1959)

### Direttore d'orchestra
- Perfide ma... belle (regia di Giorgio Simonelli; musiche di Luigi Zito) (1958)